# الباحة (محافظة المويه)
الباحة قرية سعودية، في محافظة المويه بمنطقة مكة المكرمة، تقع في شرق مدينة الطائف بمسافة نحو (216) كم.